# Papa Júlio III
Júlio III, em latim: Iulius III; nascido Giovanni Maria Ciocchi del Monte, (Roma, 10 de setembro de 1487 - Roma, 23 de março de 1555), foi o Papa da Igreja Católica e Soberano dos Estados Papais de 7 de fevereiro de 1550 até a data de sua morte.
Depois de uma carreira como diplomata distinto e eficaz, ele foi eleito para o papado como candidato de compromisso após a morte de Paulo III. Como papa, ele fez apenas tentativas relutantes e de curta duração de reforma, dedicando-se principalmente a uma vida de prazer pessoal. Sua reputação e a da Igreja Católica foram muito prejudicadas por seu relacionamento escandaloso com o sobrinho adotado Innocenzo Ciocchi del Monte.

## Educação e início de carreira
Giovanni Maria Ciocchi del Monte nasceu em Monte San Savino. Ele foi educado pelo humanista Raffaele Brandolini Lippo e, mais tarde, estudou direito em Perugia e Siena. Durante sua carreira, ele se destacou como um canonista brilhante, e não como um teólogo.
Del Monte era sobrinho de Antonio Maria Ciocchi del Monte, arcebispo de Manfredonia (1506-1511). Quando seu tio trocou este cargo por Cardeal em 1511, Giovanni Maria Ciocchi del Monte conseguiu a Manfredonia em 1512. Em 1520, del Monte também se tornou bispo de Pavia. Popular por sua maneira afável e respeitado por suas habilidades administrativas, ele foi duas vezes governador de Roma e foi encarregado pela cúria papal de vários deveres. No saque de Roma (1527), ele foi um dos reféns dados pelo Papa Clemente VII às forças do imperador e mal escapou da execução. O Papa Paulo III o fez Cardeal-bispo de Palestrina em 1536 e empregou-o em várias legações importantes, notadamente como legado papal e primeiro presidente do Concílio de Trento (1545/47) e depois em Bolonha (1547/48).

## Papado

### Eleição
Paulo III morreu em 10 de novembro de 1549 e, no conclave que se seguiu, os quarenta e oito cardeais foram divididos em três facções: das facções primárias, a facção imperial desejava ver o Concílio de Trento reunido, a facção francesa desejava vê-lo cair. A facção Farnese, leal à família do papa anterior, apoiou a eleição do neto de Paulo III, o cardeal Alessandro Farnese, e também a alegação da família para o Ducado de Parma, que foi contestada pelo imperador Carlos V.
Nem os franceses nem os alemães favoreceram del Monte, e o imperador o havia excluído expressamente da lista de candidatos aceitáveis, mas os franceses conseguiram bloquear as outras duas facções, permitindo que del Monte se promovesse como candidato de compromisso e fosse eleito em 7 de fevereiro de 1550. Ottavio Farnese, cujo apoio foi crucial para a eleição, foi imediatamente confirmado como duque de Parma. Mas, quando Farnese pediu ajuda à França contra o imperador, Júlio aliou-se ao imperador, declarou Farnese privado de seu feudo e enviou tropas sob o comando de seu sobrinho Giambattista del Monte para cooperar com o duque Gonzaga de Milão na captura de Parma.

### Reformas da igreja
No início de seu reinado, Júlio desejava seriamente promover uma reforma da Igreja Católica e reconvocar o Concílio de Trento, mas muito pouco foi realmente alcançado durante seus cinco anos no cargo. Em 1551, a pedido do imperador Carlos V, ele consentiu com a reabertura do Concílio de Trento e entrou em uma liga contra o duque de Parma e Henrique II de França (1547-1559), causando a Guerra de Parma. No entanto, Júlio logo chegou a um acordo com o duque e a França e em 1553 suspendeu as reuniões do conselho.
O rei Henrique II de França ameaçara retirar o reconhecimento do papa se o novo papa tivesse orientação pró-Habsburgo, e quando Júlio III voltou ao Concílio de Trento, Henrique impediu a participação dos bispos franceses e não aplicou os decretos papais na França. Mesmo depois que Júlio III suspendeu o Concílio novamente, ele começou a intimidar o papa para tomar seu lado contra os Habsburgos, ameaçando o cisma.

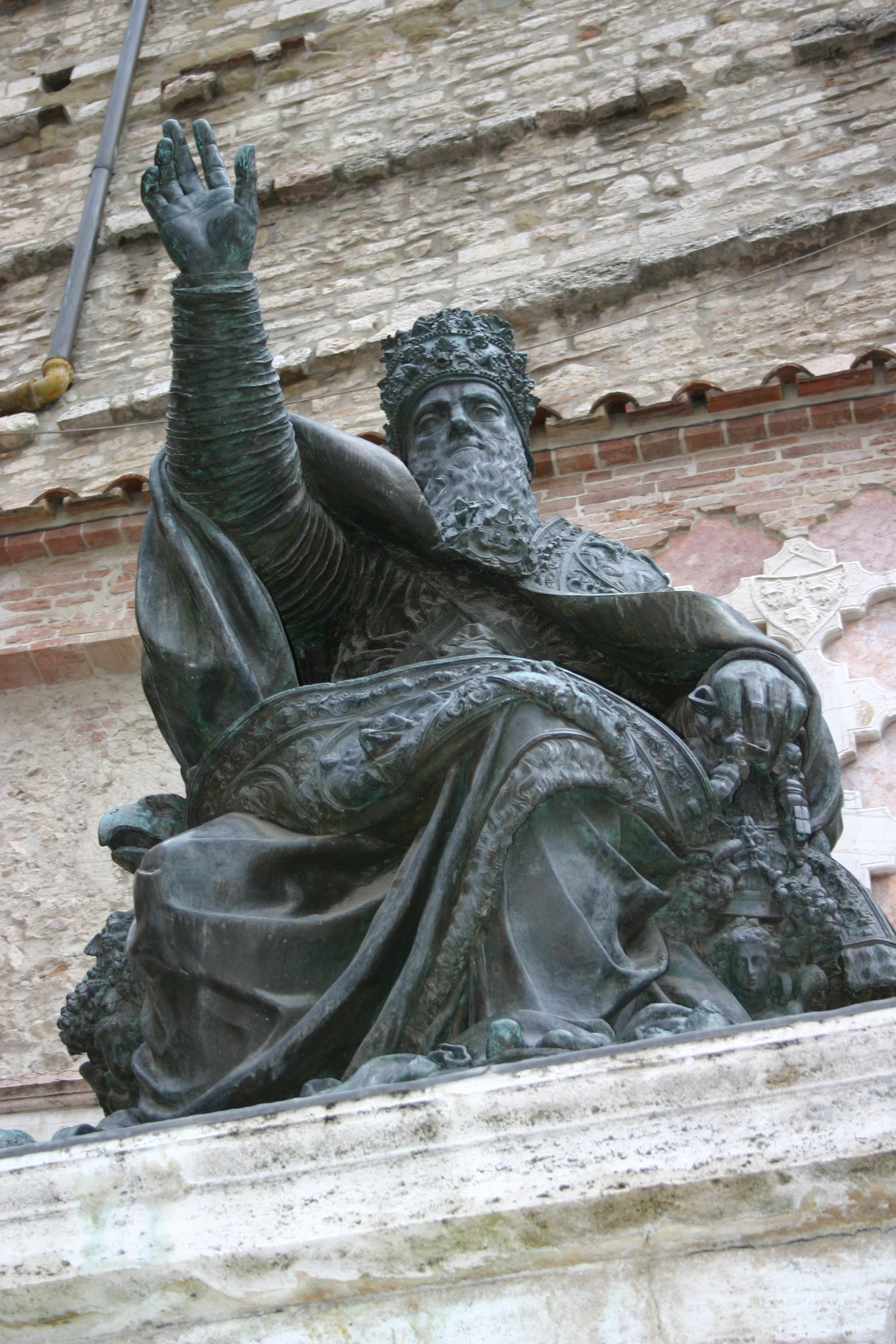
Estátua de bronze em Perugia, 1555

Júlio se contentou cada vez mais com a política italiana e se retirou para seu luxuoso palácio na Villa Giulia, que ele construíra perto da Porta del Popolo. De lá, ele passou o tempo com conforto, emergindo de tempos em tempos para fazer esforços tímidos para reformar a Igreja através do restabelecimento das comissões de reforma. Ele era amigo dos jesuítas, a quem concedeu uma nova confirmação em 1550; e, através da bula papal, Dum sollicita, de agosto de 1552, ele fundou o Collegium Germanicum e concedeu uma renda anual.
Durante seu pontificado, o catolicismo foi restaurado na Inglaterra sob a rainha Maria em 1553. Júlio enviou o cardeal Reginald Pole como legado de poderes que ele poderia usar a seu critério para ajudar na restauração. Em fevereiro de 1555, um enviado foi enviado do parlamento inglês a Júlio para informá-lo da submissão formal do país, mas o papa morreu antes que o enviado chegasse a Roma.
Pouco antes de sua morte, Júlio enviou o cardeal Giovanni Girolamo Morone para representar os interesses da Santa Sé na Paz de Augsburgo. Sua inatividade durante os últimos três anos de seu pontificado pode ter sido causada pelos frequentes e graves ataques da gota a que ele estava sujeito.

### O escândalo de Innocenzo
O papado de Júlio foi marcado por escândalos, o mais notável dos quais está centrado no sobrinho adotivo do papa, Innocenzo Ciocchi Del Monte. Innocenzo del Monte era um mendigo adolescente encontrado nas ruas de Parma, que foi contratado pela família como um rapaz humilde de sua residência principal, sendo a idade do garoto variada em 14, 15 ou 17 anos. Após a elevação de Júlio ao papado, Innocenzo Del Monte foi adotado na família pelo irmão do papa e, por Júlio, foi imediatamente criado cardeal-sobrinho. Júlio regou seu favorito com benefícios, incluindo o commendatário das abadias do Monte Saint-Michel, na Normandia, e São Zenão, em Verona; e, mais tarde, das abadias de São Saba, Miramondo, Grottaferrata e Frascati, entre outros. Quando os rumores começaram a circular sobre o relacionamento particular entre o papa e seu sobrinho adotivo, Júlio se recusou a seguir o conselho. Os cardeais Reginald Pole e Giovanni Carafa advertiram o papa das "suposições malignas às quais a elevação de um jovem sem pai daria origem".
O poeta Joachim du Bellay, que viveu em Roma durante esse período no séquito de seu parente, cardeal Jean du Bellay, expressou sua opinião escandalizada de Júlio em dois sonetos de sua série os arrependimentos (1558), odiando ver, escreveu: "um Ganimedes com o chapéu vermelho na cabeça". O cortesão e poeta Girolamo Muzio, em carta de 1550 a Ferrante I Gonzaga, governador de Milão, escreveu: "Eles escrevem muitas coisas ruins sobre esse novo papa; que ele é cruel, orgulhoso e estranho na cabeça." e os inimigos do papa capitalizaram o escândalo, Thomas Beard, no teatro do julgamento de Deus(1597) dizendo que era "custódia... de Júlio... promover ninguém à vida eclesiástica, exceto apenas seus pecadores". Na Itália, dizia-se que Júlio mostrava a impaciência de um "amante aguardando uma amante" enquanto aguardava a chegada de Innocenzo em Roma e se gabava de proezas do menino na cama, enquanto o embaixador veneziano informou que Innocenzo Del Monte compartilhada cama do papa "como se ele [Innocenzo] eram dele [Julius] próprio filho ou neto." "a caridosamente dispostos disseram a si mesmos que o garoto poderia afinal ser simplesmente seu filho bastardo".
Apesar dos danos que o escândalo estava infligindo à igreja, foi somente após a morte de Júlio, em 1555, que tudo poderia ser feito para reduzir a visibilidade de Innocenzo. Ele foi banido temporariamente após o assassinato de dois homens que o insultaram e depois novamente após o estupro de duas mulheres. Ele tentou usar suas conexões no Colégio dos Cardeais para defender sua causa, mas sua influência diminuiu e ele morreu na obscuridade. Ele foi enterrado em Roma na capela da família Del Monte. Um resultado do escândalo do cardeal-sobrinho, no entanto, foi o aprimoramento da posição de secretário de Estado papal, pois o titular deveria assumir as funções que Innocenzo Del Monte não era adequado para desempenhar: o secretário de estado acabou substituindo o cardeal-sobrinho como o funcionário mais importante da Santa Sé.

### Cardeais
Júlio III criou 20 cardeais em quatro consistórios durante seu pontificado

## Legado artístico
A falta de interesse do papa em assuntos políticos ou eclesiásticos causou consternação entre seus contemporâneos. Ele passou a maior parte do tempo e uma grande quantidade de dinheiro papal em entretenimentos na Villa Giulia, criada para ele por Vignola, mas mais significativo e duradouro foi o patrocínio do grande compositor renascentista Giovanni Pierluigi da Palestrina, a quem ele trouxe a Roma como seu maestro di cappella, Giorgio Vasari, que supervisionou o projeto da Villa Giulia, e Michelangelo, que trabalhou lá.

## Na ficção
No romance Q de Luther Blissett, Júlio aparece no final do livro como um cardeal moderado a favor da tolerância religiosa, nas revoltas causadas pela Reforma e pela resposta da Igreja Romana durante o século XVI. Sua eleição como papa e o subsequente desencadeamento da Inquisição formam os últimos capítulos do romance.